# آنتونیو گئورگیف
آنتونیو گئورگیف (بلغاری: Антонио Георгиев Георгиев؛ زادهٔ ۲۶ اکتبر ۱۹۹۷) بازیکن فوتبال اهل بلغارستان است.
از باشگاه‌هایی که در آن بازی کرده است می‌توان به باشگاه فوتبال لودوگورتس رازگراد اشاره کرد.
وی همچنین در تیم‌های ملی فوتبال زیر ۱۹ سال مردان بلغارستان و زیر ۲۱ سال بلغارستان بازی کرده است.